# Карл Декер (офицер)
 Тази статия е за германския офицер.  За австрийския футболист вижте Карл Декер.  
Карл Декер (на немски: Karl Decker) е германски офицер, който служи по време на Първата и Втората световна война.

## Биография

### Ранен живот и Първа световна война (1914 – 1918)
Карл Декер е роден на 30 ноември 1897 г. в Борнтин, Померания. Постъпва в германската армия и през 1914 г. става офицерски кадет. Произведен е в лейтенант през следващата година. Участва в Първата световна война, а след нея служи в Райхсвера, където командва различни кавалерийски подразделения.

### Втора световна война (1939 – 1945)
В началото на Втората световна война, вече със звание оберстлейтенант, командва 38-и противотанков батальон (Panzer Abwehr Abteilung 38). През следващата година командва 1-ва рота от 3-ти танков полк, а на 15 май 1941 г. поема командването на самия полк. По време на кариерата си командва следните подразделения: от 18 януари 1943 г. – 35-и танков полк, от 20 юни 1943 г. – 21-ва танкова бригада, от 7 септември 1943 г. – 5-а танкова дивизия и от 16 октомври 1944 г. – 39-и танков корпус.

### Смърт
Самоубива се на 21 април 1945 г. в Грос Брунсроде, край Брауншвайг, Германия.

## Военна декорация
- Германски орден „Железен кръст“ (1914) – II (1915) и I степен (1916)
- Хамбургски орден „Ханзейски кръст“ (?)
- Орден „Германски кръст“ (1942) – златен (1 август 1942)
- Сребърни пластинки към ордена Железен кръст (1939) – II степен (22 октомври 1939) и I степен (16 септември 1939)
- Германска „Значка за раняване“ (?)
- Германски медал „За зимна кампания на изтока 1941/42 г.“ (15 юли 1942)
- Германска „Танкова значка“ (1940) – сребърна (1 юни 1940)
- Рицарски кръст с дъбови листа и мечове
  - Носител на Рицарски кръст (13 юни 1941)
  - Носител на Дъбови листа № 466 (4 май 1944)
  - Носител на Мечове №149 (26 април 1945)
- Упоменат 4 пъти в ежедневния доклад на Вермахтберихт (11 декември 1943; 2 март, 5 август и 12 октомври 1944)